# Naruszewo (gmina)
Naruszewo (hist. gmina Krysk i gmina Nacpolsk) – gmina wiejska w województwie mazowieckim, w powiecie płońskim. W latach 1975–1998 gmina położona była w województwie ciechanowskim.
Siedziba gminy to Naruszewo.
Według danych z 30 czerwca 2004 gminę zamieszkiwało 6640 osób. Natomiast według danych z 31 grudnia 2019 roku gminę zamieszkiwało 6312 osób.

## Struktura powierzchni
Według danych z roku 2002 gmina Naruszewo ma obszar 159,55 km², w tym:
- użytki rolne: 77%
- użytki leśne: 17%

Gmina stanowi 11,53% powierzchni powiatu.

## Demografia

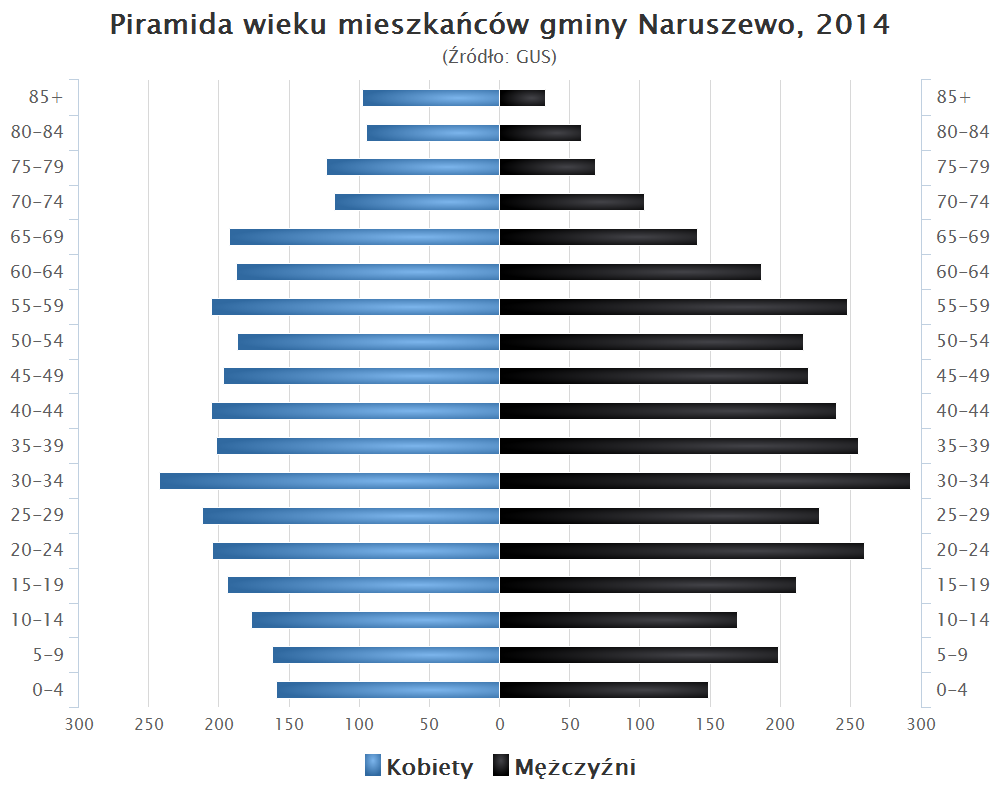
Piramida wieku mieszkańców gminy Naruszewo w 2014 roku

Dane z 30 czerwca 2004:
| Opis                              | Ogółem | Ogółem | Kobiety | Kobiety | Mężczyźni | Mężczyźni |
| --------------------------------- | ------ | ------ | ------- | ------- | --------- | --------- |
| jednostka                         | osób   | %      | osób    | %       | osób      | %         |
| populacja                         | 6640   | 100    | 3280    | 49,4    | 3360      | 50,6      |
| gęstość zaludnienia (mieszk./km²) | 41,6   | 41,6   | 20,6    | 20,6    | 21,1      | 21,1      |

## Sołectwa
Dłutowo, Drochowo (Drochowo i Wola-Krysk), Drochówka (Drochówka i Rąbież),  Grąbczewo, Januszewo, Kębłowice, Kozarzewo, Krysk (Krysk i Nowy Krysk), Łazęki, Michałowo (Michałowo i Beszyno), Nacpolsk, Naruszewo, Nowe Naruszewo, Nowy Nacpolsk, Pieścidła, Postróże, Potyry, Radzymin (Radzymin i Radzyminek), Skarboszewo, Skarszyn, Skwary, Sobanice, Sosenkowo (Sosenkowo i Sosenkowo-Osiedle), Srebrna, Stachowo, Stary Nacpolsk (Stary Nacpolsk i Żukowo Poświętne), Strzembowo, Troski (Troski, Wróblewo i Wróblewo-Osiedle) , Wichorowo, Wronino, Zaborowo (Zaborowo I i Zaborowo II), Żukowo.
Pozostałe miejscowości podstawowe: Drochówka za Rąbieżem, Stary Skarszyn, Tustań-Leśniczówka.

## Sąsiednie gminy
Bulkowo, Czerwińsk nad Wisłą, Dzierzążnia, Mała Wieś, Płońsk, Wyszogród, Załuski